# Spermacoce brachystemonoides
Spermacoce brachystemonoides är en måreväxtart som först beskrevs av Adelbert von Chamisso och Diederich Franz Leonhard von Schlechtendal, och fick sitt nu gällande namn av Carl Ernst Otto Kuntze. Spermacoce brachystemonoides ingår i släktet Spermacoce och familjen måreväxter. Inga underarter finns listade i Catalogue of Life.